# Deinotheriidae
Die Deinotheriidae (Deinotherien, auch Dinotherien oder „Hauerelefanten“) waren ein sehr früher, erfolgreicher Zweig der fossilen Rüsseltiere (Proboscidea), zu denen auch die heute lebenden Elefanten zählen. Sie lebten vom Oligozän bis zum frühen Pleistozän in einem Großteil der Alten Welt. Der Name setzt sich aus den griechischen Wörtern δεινός (deinos, Schrecken) und θηρίον (thērion, Tier) zusammen, während dino die latinisierte Version von deinos darstellt. Den Deinotherien werden zwei Gattungen zugewiesen, Chilgatherium und Deinotherium, eine mögliche dritte, aber teils umstrittene Gattung ist Prodeinotherium.

## Merkmale
Die Deinotherien hatten einen den heutigen Elefanten vergleichbaren massigen Körperbau mit säulenförmigen Beinen und einem Schädel, der teilweise schon luftgefüllte Knochen zur Reduzierung der Körpermasse besaß. Die frühesten Vertreter waren mit einer Schulterhöhe von unter 2 m deutlich kleiner als die späteren, die teils über 4 m messen konnten und Berechnungen zufolge ein Gewicht bis zu 14 t aufwiesen. Gegenüber den heutigen Elefanten war der Schädel aber noch deutlich flach. Markantester Unterschied zu den meisten anderen Rüsseltieren war die Ausprägung der Stoßzähne nur im Unterkiefer, die dort eine abwärtsgereichte Lage aufwiesen, so dass die spitzen Enden mitunter nach hinten wiesen. Gebildet wurden die Stoßzähne aus den jeweils ersten Schneidezähnen des Unterkiefers. Durch die Form der Stoßzähne besaß der Unterkiefer auch eine markante, nach unten weisende Symphyse. Charakteristisch war auch der Aufbau des hinteren Gebisses, wobei alle Zähne gleichzeitig in Funktion waren, was wiederum ein deutlicher Unterschied zu den modernen Rüsseltieren mit nur einem funktionalen Zahn je Kieferhälfte. Die Backenzähne besaßen hohe Leisten aus Zahnschmelz auf den Kauoberflächen, die maximale Anzahl dieser war drei (trilophodont).

## Fossilfunde
Fossile Reste von Deinotherien sind relativ häufig. Der ursprünglichste Vertreter, Chilgatherium ist aber bisher nur von der Fundstelle Chilga in Äthiopien nachgewiesen, das Fossilmaterial umfasst nur einige Zähne. Die Funde sind dem Oligozän zuzuweisen und datieren auf ein Alter von 29 bis 27 Millionen Jahren. Deinotherium dagegen ist von zahlreichen Fundstellen in der Alten Welt bekannt. Verwiesen werden soll hier nur auf die beiden besonders vollständigen Skelette aus Eserowo nahe Plovdiv (Bulgarien) und Mânzați (Rumänien). Die Funde gehören weitgehend dem Miozän an, die jüngsten stammen aus dem frühen Pleistozän und sind afrikanischen Ursprungs. Im Gegensatz zu zahlreichen anderen und gleichzeitig auftretenden Rüsseltiergruppen, haben Vertreter der Deinotherien nie den amerikanischen Doppelkontinent erreicht.

## Systematik
Die Deinotheriidae stellen eine Familie innerhalb der Ordnung der Rüsseltiere (Proboscidea) dar. Der Ursprung der Deinotherien liegt in Afrika, wo sie sich zu einer Zeit differenzierten, als dieser Kontinent nicht durch Landbrücken mit anderen Kontinenten verbunden war. Die Besonderheiten der Zahn- und Gebissstrukturen dieser Rüsseltiergruppe führten gelegentlich zur Annahme, sie wären näher mit den Seekühen als mit den Rüsseltieren verwandt. Diese Ansicht wird aber meist mit Verweis auf konvergente Evolution bei nicht direkt verwandten Tieren zurückgewiesen.
Die frühe Abspaltung im Rüsseltierstammbaum bereits im Oligozän vor rund 30 Millionen Jahren zeigt vor allem der vertikale Zahnwechsel, ein Merkmal, welches die Deinotheriidae in die früheste Radiationsphase der Rüsseltiere stellt. Innerhalb dieser frühen Rüsseltiere ist eine Zugehörigkeit der Deinotherien zu den Plesielephantiformes als urtümlichste Rüsseltiergruppe mit nur zwei Zahnschmelzleisten auf den beiden vorderen Molaren (bilophodont) oder zu den etwas moderneren Elephantiformes mit drei oder vier Schmelzfalten (tri- oder tetralophodont) ungeklärt. Chilgatherium besaß auf allen drei Mahlzähnen jeweils drei Schmelzleisten, während das modernere Deinotherium (und Prodeinotherium) diese nur auf dem vordersten hatte und der zweite bilophodont war. Aufgrund dieser komplexen Zahnstruktur ist bisher nicht bekannt, aus welcher Vorgängerform die Deinotherien hervorgingen. Das stammesgeschichtlich ältere Moeritherium und Barytherium aus Nordafrika besaßen ein deutlich umfangreicheres Gebiss mit vorderen Molaren, geformt aus zwei Zahnschmelzleisten. Palaeomastodon, das sich vor etwa 34 Millionen Jahren ebenfalls in Nordafrika formte, wies auf den ersten beiden Molaren drei, allerdings unvollständig ausgebildete Leisten auf. Möglicherweise stammen sowohl die Deinotherien als auch Palaeomastodon von einem noch älteren Vorfahren mit trilophodonten Molaren ab und die Deinotherien reduzierten im Laufe der Zeit ihre dritte Leiste auf den beiden hinteren Zähnen.
Den Familiennamen Deinotheriidae prägte Charles Lucien Jules Laurent Bonaparte (1803–1857) erstmals im Jahr 1845. Innerhalb der Deinotherien werden zwei Gattungen unterschieden, die jeweils einer eigenen Unterfamilie zugewiesen werden. Die Unterscheidung der Unterfamilien geht auf William Sanders, John Kappelmann sowie D. Tab Rasmussen zurück und basiert auf dem abweichenden Aufbau der Molaren:
- Deinotheriidae Bonaparte 1845
  - Chilgatheriinae Sanders, Kappelman & Rasmussen  2004
    - Chilgatherium Sanders, Kappelman & Rasmussen 2004

  - Deinotheriinae Sanders, Kappelman & Rasmussen  2004
    - Deinotherium (+ Prodeinotherium) Kaup 1829

Ob das von J. Éhik 1930 anhand ungarischer Fossilien eingeführte Prodeinotherium (von Éhik als Prodinotherium bezeichnet) eine eigenständige Gattung innerhalb der Deinotheriinae bildet, ist umstritten, die wenigen trennenden Merkmale neben deutlichen Unterschieden in der Körpergröße sind in der Ausprägung des dritten Prämolaren, der Form des Schädeldaches und dem Aufbau des Hinterhauptsbeines zu finden. Dies ist einigen Forschern aber zu wenig, um zwei eigenständige Gattungen zu rechtfertigen. Die Stammesgeschichte der Deinotherien ist generell durch eine ständige Zunahme der Körpergröße gekennzeichnet, welche bis zuletzt anhielt und so häufig zu unterschiedlichen taxonomischen Benennungen führte.